# Phare de Grönskär
Le phare de Grönskär, en suédois Grönskärs fyr, est un phare situé sur la petite île de Grönskär, dans la mer Baltique, au large de Stockholm (comté de Stockholm).
Le phare de Grönskär est inscrit au répertoire des sites et monuments historiques par la Direction nationale du patrimoine de Suède  en date du 17 mars 1994.

## Histoire
La présence d'un feu entretenu par un bûcher est attestée au XVIIe siècle. Trois familles vivent alors sur Grönskär pour l'entretenir. L'augmentation du trafic maritime dans les eaux de la mer Baltique nécessite l'édification d'un véritable phare. Celui-ci est construit en 1770 en granite et grès ; il est équipé d'une lanterne en 1884 et son système de feu est changé en 1910.
Il cesse son activité en 1961 mais il est rallumé le 26 septembre 2000.

## Architecture
Le phare  est une tour octogonale en granite et grès avec une terrasse surmontée d'une lanterne peinte en blanc.
Identifiant : ARLHS : SWE-157 ; SV-2866 - Amirauté : C6468.5 - NGA : 9070 .

## Caractéristique dufeu maritime
Fréquence : 10 secondes (G)
- Lumière : 2 secondes
- Obscurité : 8 secondes

|                   |
| L'île de Grönskär |

|                               |
| Vue aérienne du phare en 2013 |